# ピルケイ・デ・ラビ・エリエゼル
『ピルケイ・デ・ラビ・エリエゼル』（Pirkei DeRabbi Eliezer、アラム語: פרקי דרבי אליעזרまたはפרקים דרבי אליעזר、PdRE）は、トーラーに関するアッガーダー・ミドラーシュの作品で、聖書の物語の釈義と改作を含んでいる。ジューイッシュ・エンサイクロペディアによると、この作品は830年過ぎにイタリアで作成された。研究者らは、『ピルケイ・デ・ラビ・エリエゼル』が、8世紀または9世紀の作品であることに同意している。